# Imadate-gun
Imadate (jap. 今立郡 Imadate-gun) ist ein Landkreis in der Präfektur Fukui, Japan.
Der Landkreis Imadate hat etwa 3405 Einwohner. Die Fläche beträgt 17,49 km² und die Einwohnerdichte ist etwa 194,72 Personen pro km². (Stand: 2005) 

## Gemeinde
- Ikeda

Koordinaten: 35° 55′ N, 136° 17′ O